# Lewis O′Brien (labdarúgó)
Lewis O′Brien (Colchester, 1998. október 14. –) angol labdarúgó, a Swansea City középpályása kölcsönben a Nottingham Forest csapatától.

## Pályafutása
O′Brien az angliai Colchester városában született. Az ifjúsági pályafutását a Huddersfield Town akadémiájánál kezdte.
2018-ban mutatkozott be a Huddersfield Town másodosztályban szereplő felnőtt keretében. A 2018–19-es szezonban a Bradford City csapatát erősítette kölcsönben. 2022. július 20-án négyéves szerződést kötött az első osztályú Nottingham Forest együttesével. Először a 2022. augusztus 6-ai, Newcastle United ellen 2–0-ra elvesztett mérkőzésen lépett pályára. Első gólját 2022. szeptember 16-án, a Fulham ellen hazai pályán 3–2-es vereséggel zárult találkozón szerezte meg. 2023-ban az észak-amerikai első osztályban érdekelt DC Unitednél szerepelt kölcsönben. 2023. augusztus 31-én a 2023–2024-es szezon végéig kölcsönbe a Middlesbrough csapatához került. 2024. július 30-án vételi opcióval a Los Angeles csapata szerződtette kölcsönbe. 2025 februárjában a Swansea City játékosa lett kölcsönben.

## Statisztikák
2023. június 25. szerint
| Klub                       | Szezon   | Osztály        | Bajnokság | Bajnokság | Kupa  | Kupa | Nemzetközi | Nemzetközi | Összesen | Összesen |
| Klub                       | Szezon   | Osztály        | Meccs     | Gól       | Meccs | Gól  | Meccs      | Gól        | Meccs    | Gól      |
| -------------------------- | -------- | -------------- | --------- | --------- | ----- | ---- | ---------- | ---------- | -------- | -------- |
| Bradford City (kölcsönben) | 2018–19  | League One     | 40        | 4         | 6     | 0    | —          | —          | 46       | 4        |
| Huddersfield Town          | 2019–20  | Championship   | 38        | 2         | 1     | 0    | —          | —          | 39       | 2        |
| Huddersfield Town          | 2020–21  | Championship   | 42        | 3         | 0     | 0    | —          | —          | 42       | 3        |
| Huddersfield Town          | 2021–22  | Championship   | 46        | 3         | 4     | 0    | —          | —          | 50       | 3        |
| Huddersfield Town          | Összesen | Összesen       | 126       | 8         | 5     | 0    | 0          | 0          | 131      | 8        |
| Nottingham Forest          | 2022–23  | Premier League | 13        | 1         | 4     | 0    | —          | —          | 17       | 1        |
| DC United (kölcsönben)     | 2023     | MLS            | 13        | 1         | 2     | 0    | —          | —          | 15       | 1        |
| Összesen                   | Összesen | Összesen       | 192       | 14        | 17    | 0    | 0          | 0          | 209      | 14       |